# Dysstroma alexandrowskana
Dysstroma alexandrowskana är en fjärilsart som beskrevs av Matsumura 1925. Dysstroma alexandrowskana ingår i släktet Dysstroma och familjen mätare. Inga underarter finns listade i Catalogue of Life.